# 于文熙
于文熙（1546年—？），字元敬，號益素，直隸鎮江府金壇縣人，軍籍，明朝政治人物。

## 生平
萬曆元年（1573年）癸酉科應天府鄉試第五十八名，萬曆八年（1580年）庚辰科會試第十五名，登二甲第十六名進士。大理寺觀政，本年授户部主事，十二年升郎中，管通州粮储，十六年升大名兵备副使，二十一年告病致仕。二十二年降职为福建运判，二十三年升南京太仆寺丞，二十六年致仕。

## 家族
曾祖鎰，曾任知縣 贈都察院右副都御史；祖父湛，曾任都察院右副都御史 贈右都御史；父于未，貢士。母吳氏。弟于孔兼，同科進士。